# Giuseppe Collu
Giuseppe Collu (Cagliari, 21 febbraio 1990) è un arbitro di calcio italiano.

## Carriera
Appartiene alla sezione AIA di Cagliari. Dopo una breve esperienza da calciatore, viene promosso in Serie D nella stagione 2015/2016, in cui dirige 15 partite di campionato e 3 di Campionato U17. Anche l'anno seguente dirige in Serie D e nel Campionato U17, collezionando 20 presenze totali.
Tra le 29 partite che dirige nella stagione 2017/2018, è da segnalare una presenza nella fase a gironi della Viareggio Cup, 2 in Coppa Italia Serie D, la semifinale dei playoff di Serie D Troina-Igea Virtus e la poule scudetto. Al termine della stagione 2017/2018 ottiene la promozione in CAN C: nella stagione 2018/2019 dirige 12 partite in Serie C, 1 di Coppa Italia Serie C e 9 in Primavera.
Tra le 20 partite arbitrate nella stagione 2019/2020 c'è anche una partita del primo turno di Coppa Italia, tra Pro Patria e Matelica, mentre nella stagione successiva dirige 18 partite tra Serie C (12) e Primavera (6).
Nella stagione 2021/2022 ottiene, tra le altre, 6 designazioni in Serie B come quarto ufficiale. Durante la stagione 2022/2023 dirige la semifinale dei playoff di Serie C (Cesena-Lecco) e la finale di Coppa Italia Primavera tra Fiorentina U19 e 
Roma U19, terminata 1-2 ai tempi supplementari. Al termine della stagione 2022/2023 ha diretto 172 partite in carriera.
Al termine della stagione 2022/2023 viene promosso in CAN A-B: dirigerà sia in Serie B che in Serie A. Il suo esordio in Serie B arriva alla 3ª giornata, in cui dirige Ascoli-Feralpisalò.
Il 13 agosto 2023 esordisce in Coppa Italia, dirigendo Cosenza-Sassuolo. Alla 7ª giornata di Serie A esordisce, come quarto ufficiale, in Lecce-Napoli, diretta da Luca Pairetto.
Il 5 novembre 2023 esordisce in Serie A arbitrando Verona-Monza. Diventa così il secondo arbitro sardo a dirigere una partita nella massima serie dopo Antonio Giua, nonché il primo cagliaritano in assoluto.